# David McCann
David McCann (Belfast, 17 maart 1973) is een Iers voormalig wielrenner die veelal in Azië actief is geweest.

## Doping
In 2002 testte hij positief op norandrosteron tijdens de ronde van Oostenrijk. Hij zat drie nanogram boven de limiet en laboratoriumonderzoek toonde aan dat een voedingssupplement dat hij gebruikte norandrosterone bevatte, terwijl dit niet op de verpakking stond. Dankzij dit bewijs kreeg hij de minimale straf toegewezen, hetgeen bestond uit een schorsing van zes maanden en een boete van 2000 Zwitserse Frank.

## Belangrijkste overwinningen
2000
- Nationaal kampioenschap Ierland op de weg, Elite

2001
- Nationaal kampioenschap Ierland op de weg, Elite
- Nationaal kampioenschap Ierland individuele tijdrit, Elite
- 1e, 3e en 5e etappe Ronde van Hokkaido
- Eindklassement Ronde van Hokkaido

2002
- Nationaal kampioenschap Ierland individuele tijdrit, Elite

2004
- Nationaal kampioenschap Ierland individuele tijdrit, Elite
- 1e en 2e etappe Ronde van Korea
- Eindklassement FBD Insurance Rás

2005
- Nationaal kampioenschap Ierland individuele tijdrit, Elite
- 6e etappe Herald Sun Tour
- 2e etappe Ronde van Korea + eindklassement
- 3e etappe Ronde van Azerbeidzjan
- 2e etappe Ronde van Indonesië
- 2e etappe Ronde van Milad du Nour
- Eindklassement Ronde van Milad du Nour

2006
- Nationaal kampioenschap Ierland op de weg, Elite
- 1e en 4e etappe Ronde van Thailand
- Iers kampioen op de weg, Elite
- 5e etappe Ronde van Qinghai Lake
- Eindklassement Ronde van Indonesië

2008
- 6e etappe Ronde van Korea

2009
- Nationaal kampioenschap Ierland individuele tijdrit, Elite

2010
- 1e etappe Ronde van Taiwan
- Eindklassement Ronde van Taiwan
- 1e en 4e etappe Ronde van de Filipijnen
- Eindklassement Ronde van de Filipijnen
- 1e etappe Melaka Chief Minister Cup
- Eindklassement Melaka Chief Minister Cup
- Eindklassement Jelajah Malaysia
- Nationaal kampioenschap Ierland individuele tijdrit, Elite

2011
- 8e etappe An Post Rás